# Schmedissen
Schmedissen ist ein Ortsteil der Stadt Horn-Bad Meinberg im Kreis Lippe, Nordrhein-Westfalen. 

## Geschichte
Schmedissen wurde 1024 als Smithessun erstmals schriftlich erwähnt.
Am 1. Januar 1970 wurde Schmedissen nach dem Detmold-Gesetz in die neue Gemeinde Bad Meinberg-Horn eingegliedert. Diese wurde bereits am 10. September 1970 in Horn-Bad Meinberg umbenannt.
Im August 2015 feierte Schmedissen 1000-jähriges Bestehen.